# Vettori aerei soggetti a divieto operativo nell'Unione europea
(Bruxelles, 22 marzo 2006, Le compagnie aeree poco sicure non potranno più solcare i cieli europei, Comunicato della Commissione europea del 22 marzo 2006 (IP/06/359))
L'elenco dei vettori aerei soggetti a divieto operativo nell'Unione Europea (anche nota in ambito aeronautico come Black List  o EU safety list), è la lista che l'Unione europea, in consultazione con le autorità competenti degli Stati membri, ha emesso elencando una serie di compagnie aeree extracomunitarie che non soddisfano determinati requisiti in materia di sicurezza e ha pertanto deciso di interdire il proprio spazio aereo ai vettori ritenuti non sufficientemente sicuri. Si compone di due allegati (A e B) nei quali sono riportati rispettivamente i vettori completamente interdetti dall'operare all'interno dell'Unione e quelli cui sono applicate restrizioni operative.
Tale elenco è basato su criteri comuni elaborati a livello comunitario. In particolare si è provveduto ad includere nella lista nera i seguenti elementi: 
- gli specifici codici alfabetici assegnati a ogni compagnia dall'ICAO;
- l'indicazione dello Stato che ha rilasciato il certificato di operatore aereo (o la licenza di esercizio);
- relativo numero di riferimento.

I vettori aerei che figurano sull'elenco comunitario sono oggetto di divieti e/o restrizioni operative su tutto il territorio della UE.
Nonostante i controlli, la stessa Unione europea indica che ancora oggi ci possono essere aziende e compagnie aeree extracomunitarie che non rispettano le norme di sicurezza, ma ancora escluse nell'elenco; inoltre non è possibile "escludere la presenza di società che operino in buona fede sotto la stessa denominazione commerciale di una delle compagnie aeree figuranti nell'elenco comunitario". Tuttora l'elenco è tenuto aggiornato sulla Gazzetta ufficiale dell'Unione europea, che li presenta come allegati A e B al regolamento della Commissione. Prima di intraprendere qualunque azione sulla base delle informazioni ivi contenute, sarebbe quindi opportuno "accertarsi di essere in possesso della versione più recente".

## Lista per compagnia aerea

### Elenco dei vettori aerei soggetti a divieto operativo nell'Unione europea (Allegato A)
L'allegato A dell'elenco riporta le compagnie aeree che non possono operare direttamente nell'Unione con i propri aeromobili, ma, eventualmente, solo con aeromobili in wet lease di altri operatori che non sono soggetti a limitazioni.
| Nazione             | Compagnia | Note |
| ------------------- | --- | --- |
| Afghanistan         | tutte | |
| Angola              | tutte eccetto TAAG Angola Airlines e Heli Malongo Airways | |
| Armenia             | tutte | |
| Rep. del Congo      | tutte | |
| RD del Congo        | tutte | |
| Corea del Nord      | Air Koryo | Air Koryo è soggetta alle restrizioni indicate dall'allegato B, inoltre è l'unica compagnia aerea nordcoreana. |
| Gibuti              | tutte | |
| Guinea Equatoriale  | tutte | |
| Eritrea             | tutte | |
| Iran                | Iran Aseman Airlines | Iran Air è soggetta alle restrizioni indicate dall'allegato B                                                  |
| Iraq                | Iraqi Airways | |
| Kirghizistan        | tutte | |
| Liberia             | tutte | |
| Libia               | tutte | |
| Nigeria             | Med-View Airlines | |
| Nepal               | tutte | |
| Russia              | Aeroflot (AFL) Alrosa Airlines (DRU) Aurora Airlines (SHU) Aviastar-Tu (TUP) Ikar Airlines (KAR) Iraero (IAE) Izhavia (IZA) Nordstar (TYA) Nordwind Airlines (NWS) Pobeda Airlines (PBD) Rossiya Airlines (SMD) Rusjet (RSJ) Rusline (RLU) S7 Airlines (SBI) Skol Airlines (CDV) Smartavia (AUL) Ural Airlines (SVR) Utair (UTA) UVT Aero (UVT) Yakutia Airlines (SYL) Yamal Airlines (LLM) | |
| São Tomé e Príncipe | tutte | |
| Sierra Leone        | tutte | |
| Sudan               | tutte | |
| Suriname            | Blue Wing Airlines | |
| Venezuela           | Avior Airlines | |
| Zimbabwe            | Air Zimbabwe | |

### Elenco dei vettori aerei soggetti a restrizioni operative nel territorio dell'Unione europea (Allegato B)
L'allegato B dell'elenco riporta le compagnie aeree che hanno restrizioni operative limitate solo ad alcuni aeromobili. I vettori nell'allegato B possono operare nell'Unione con quegli aeromobili esplicitamente riportati nell'elenco o con aeromobili in wet lease di altri operatori che non sono soggetti a limitazioni.
| Nazionalità    | Compagnia | Modelli ammessi                                    | Nazionalità marche | Note |
| -------------- | --------- | -------------------------------------------------- | ------------------ | ---- |
| Corea del Nord | Air Koryo | 2 Tupolev Tu-204 marche P-632, P-633               | Corea del Nord     |      |
| Iran           | Iran Air  | Tutti i modelli tranne i Fokker 100 e i Boeing 747 | Iran               |      |